# アース (デンマーク)

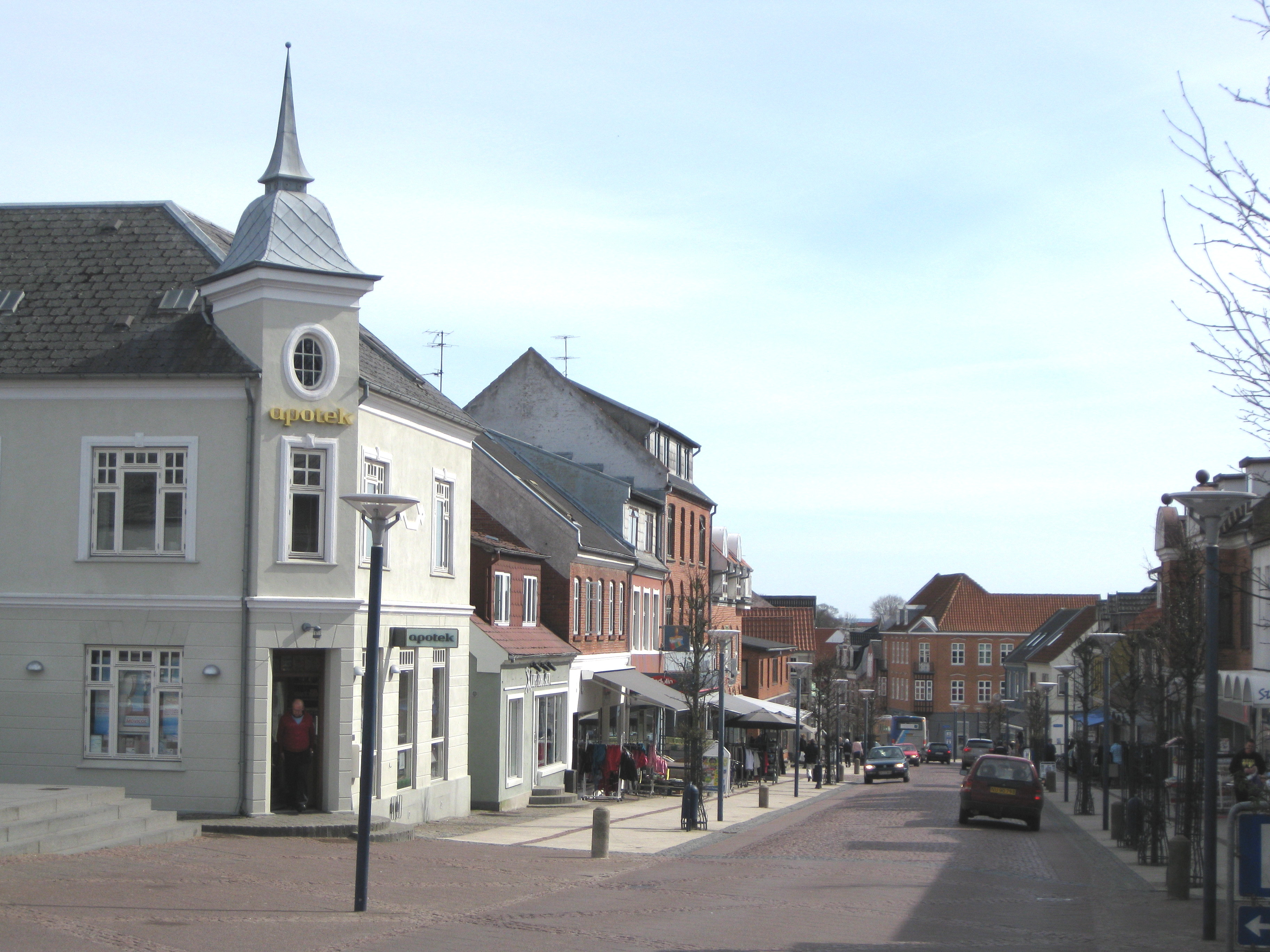
2009年

アース (Aars, Års [ˈɒˀs]) は、デンマークの町。人口8,474人（2022年1月）。 ユトランド半島のHimmerland地区に属し、行政的には北ユラン地域のVesthimmerland地方自治体に属する。アースは画家Per Kirkebyのコレクションや、政治家Svend Auken、成功した実業家であるJes Lund Bengtssonなどによって知られている。アースはかつてアース地方自治体を構成していたが、現在は廃止されている。